# Платоновка (Новосибирская область)
Платоновка — деревня в Татарском районе Новосибирской области. Входит в состав Новопервомайского сельсовета.

## География
Площадь деревни — 84 гектаров.

## Население
| 2002 | 2007 | 2010 |
| ---- | ---- | ---- |
| 288  | ↘262 | ↘201 |

## Инфраструктура
В деревне по данным на 2021 год функционируют 1 учреждение здравоохранения.